# Tatjana Miełamied
Tatjana Miełamied, ros. Татьяна Меламед (ur. 3 lutego 1974) – ukraińska szachistka, reprezentantka Niemiec od 2010, arcymistrzyni od 1999 roku.

## Kariera szachowa
W 1994 reprezentowała Ukrainę na rozegranych w Litomyślu mistrzostwach Europy juniorek do 20 lat, dzieląc VI–IX miejsce. W 1996 zwyciężyła w otwartym turnieju w Jałcie; podzieliła również II m. (za Ludmiłą Zajcewą, wspólnie z m.in. Jekatieriną Kowalewską i Tetianą Wasylewycz) w Petersburgu. W 1998 ponownie podzieliła II m. (za Jewgieniją Owod, wspólnie z Henriettą Łagwiławą) w Petersburgu, a w 2001 w tym samym mieście samodzielnie zwyciężyła. W 2006 podzieliła I m. (wspólnie z Petrą Blazkovą) w Bad Königshofen im Grabfeld, natomiast w 2007 i 2009 dwukrotnie podzieliła IV m. otwartych turniejach w Schneebergu.
Najwyższy wynik rankingowy w dotychczasowej karierze osiągnęła 1 lipca 1999; mając 2387 punktów, dzieliła wówczas 41-42. miejsce na światowej liście FIDE, jednocześnie zajmując 5. miejsce wśród ukraińskich szachistek.